# Tweede Slag bij Olmedo
De Tweede Slag bij Olmedo vond plaats op 20 augustus 1467 buiten de muren van de stad Olmedo, gelegen in de tegenwoordige provincie Valladolid, regio Castilië en León in Spanje.

## Achtergrond
Tijdens de regering van Hendrik IV van Castilië ontstond een sterke oppositie die werd gesteund door het koningshuis van Aragón. Dit resulteerde in 1460 in de oprichting van een verbond van edelen, de Liga van Tudela. 
In 1464 deed een deel van deze adel een greep naar de macht. Ze dwong Hendrik om zijn dochter Johanna de titel van troonopvolger, die van Prinses van Asturië, af te nemen en deze aan zijn halfbroer Alfons te geven. In 1465 volgde er een staatsgreep die de geschiedenis in ging onder de naam Farce van Ávila. Hierbij werd prins Alfons uitgeroepen tot de nieuwe koning. Ondanks de staatsgreep hield Hendrik IV voldoende steun over onder het volk en ook onder de adel, onder wie de familie Mendoza. 

## Tweede slag bij Olmedo
Deze Slag bij Olmedo vond plaats op 20 augustus 1467 tussen de troepen van Hendrik IV van Castilië en die van zijn halfbroer prins Alfons van Trastámara en Avís. 
De troepenmacht van Hendrik IV in bestond uit 800 lanzas, zevenhonderd cavaleristen en tweeduizend voetsoldaten. Het leger werd aangevoerd door Beltrán de la Cueva en Pedro de Peralta, condestable van Navarra. Aan de kant van Hendrik vochten Pedro de Velasco en Pedro González de Mendoza, markies van Santillana en bisschop van Calahorra, de graaf van Tendilla, en de graaf van Medina. 
Aan de zijde van Alfons van Trastámara en Avís streed Alonso Enríquez. Hij voerde 250 cavaleristen aan. Fernando de Fonseca, broer van de aartsbisschop van Sevilla, Alonso de Fonseca de oude, voerde 130 cavaleristen aan. Hij raakte gewond en stierf 4 dagen later. 
De aartsbisschop van Toledo, Alfonso Carillo raakte gewond aan een arm. Troillo Carillo, kleinzoon van deze Alfonso, voerde 370 cavaleristen aan. García de Padilla had het bevel over 200 cavaleristen. Pedro de Ontriberos voerde de leiding over 400 cavaleristen, De bisschop van Placencia en zijn dochter, de gravin van Belalcasar brachten 500 infanteristen mee. Aan de zijde van Alfons vochten ook de graaf van Alba de Lista, de graaf van Ribadeo, en die van De Luna. Pedro de Ontriberos voerde het bevel over vierhonderd ruiters.
De veldslag begon 20 augustus om drie uur ’s middags, werd gevoerd bijna uitsluitend door de cavalerie, omdat de infanterie op de vlucht sloeg of zich terugtrok. Er werd gevochten tot zonsondergang. De slag eindigde onbeslist.
De verliezen aan beide kanten waren zo gering dat deze niet bepalend waren voor de uitslag.

## Vervolg
Het Koninkrijk Castilië bleef verdeeld in twee kampen tot het overlijden van prins Alfons in 1468. Hendrik IV stierf in 1474. Na zijn dood brak een opvolgingsoorlog uit tussen zijn dochter Johanna, gesteund door Portugal, en de uiteindelijke winnaar, zijn halfzuster Isabella I van Castilië, gesteund door Aragón (via haar man Ferdinand II van Aragón) en later ook Frankrijk.